# Starman (노래)
〈Starman〉은 영국의 싱어송라이터 데이비드 보위의 노래이다. 1972년 2월 4일 녹음하였으며 그해 4월에 싱글로 발매하였다. 이후 6월에 발매된 스튜디오 음반 《The Rise and Fall of Ziggy Stardust and the Spiders from Mars》에도 수록되었다. 이는 RCA 레코드의 담당자였던 데니스 캐츠의 고집 덕이었는데, 데모판을 듣고는 해당 트랙에 푹 빠졌고 대단한 싱글이 될 것이라는 생각에서였다고 한다. 이 때문에 원래는 척 베리의 원곡을 커버한 〈Round and Round〉이 수록되려던 자리에 대신 들어가게 되었다. 가사에는 지기 스타더스트가 라디오를 통해 지구 청년들에게 외계인 '스타맨'의 구원을 담은 희망의 메시지를 전하는 내용이 담겼다. 후렴구는 주디 갈런드가 부른 〈Over the Rainbow〉에서 영감을 받았고, 다른 영향으로는 티렉스와 슈프림스가 있다.

## 음악과 가사
〈Starman〉의 가사는 지기 스타더스트라는 인물이 "저 우주의 '스타맨'이 너희들을 구원할 것"이라는 희망의 메시지를 지구의 아이들에게 라디오로 전하는 상황을 묘사하고 있다. 가사 자체는 라디오 방송을 들은 어느 한 아이의 시점에서 들려주는 이야기로 설정되어 있다. 보위는 1973년 롤링 스톤 지의 윌리엄 S. 버러스와의 인터뷰에서 "가사 속 지기 스타더스트를 외계인이라 치부하는 평을 자주 듣곤 하지만, 지기가 '스타맨'인 것은 아니며 한낱 지구의 메신저일 뿐"이라고 밝힌 바 있다. 가사에 대한 해석으로는 크게는 예수의 재림을 암시했다는 주장에서부터, 5년 뒤 개봉한 영화 《미지와의 조우》 (1977)의 줄거리를 정확히 예측한 것이라는 주장까지 다양하다.
〈Starman〉의 음색은 부드러운 팝 락 계열로 믹 론슨의 어쿠스틱 기타와 현악기 반주가 특징인데, 보위의 이전 앨범인 《Hunky Dory》 (1971)에서 들려준 스타일과는 또 다르다. 후렴부분은 영화 《오즈의 마법사》의 노래인 〈Over the Rainbow〉에 살짝 기반을 두고 있는데, 이는 또 '스타맨'이 '무지개 너머' 외계의 존재임을 암시하는 부분이기도 하다 (실제로 〈Starman〉에서 'Star-man'이란 단어의 옥타브 바뀜이 〈Over the Rainbow〉에서 'some-where'의 음과 거의 동일하다). 그밖에 영향을 받은 노래로는 밴드 티렉스의 노래 〈Telegram Sam〉, 〈Hot Love〉('boogie'란 가사와 'la la la' 하는 후렴구 부분)와 홀랜드-도지어-홀랜드의 〈You Keep Me Hangin' On〉 (모르스 부호를 연상시키는 기타 연주와 피아노 전조 부분)가 있다.

## 인증
| 국가                               | 인증     | 판매량/출하량 |
| ---------------------------------- | -------- | ------------- |
| 영국 (BPI)                         | 플래티넘 | 600,000       |
| 판매량+스트리밍을 기반으로 한 인증 |          |               |